# Tân Lập, Mộc Hóa
Tân Lập là một xã thuộc huyện Mộc Hóa, tỉnh Long An, Việt Nam.
Xã Tân Lập có diện tích 54,59 km², dân số năm 1999 là 4.425 người, mật độ dân số đạt 81 người/km².

## Ảnh

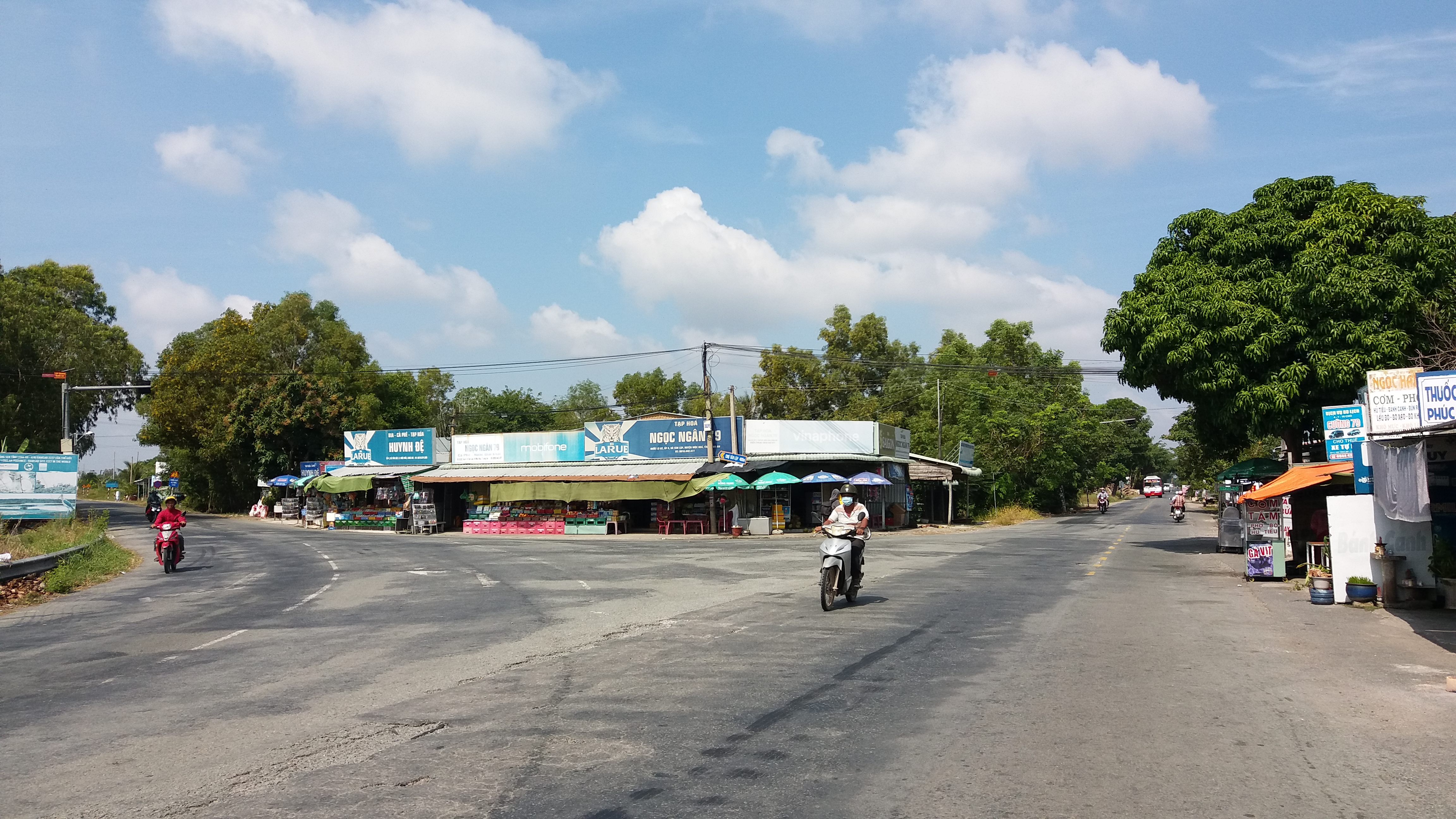
Một địa điểm trên Quốc lộ-62, tỉnh Long An, Việt Nam, tháng 12 năm 2023